# Линзинген, Александр фон
Александр Адольф Август Карл фон Линзинген (нем. Alexander Adolf August Karl von Linsingen; 10 февраля 1850, Хильдесхейм, Ганновер — 5 июня 1935, Ганновер, Свободное государство Пруссия, Германия) — германский генерал-полковник.

## Биография
В 1868 году вступил в 17-й пехотный полк; лейтенант (1869). Участник франко-прусской войны 1870—1871 годов. С 1883 года командир роты, с 1888 года адъютант 31-й дивизии. С 1889 года майор 8-го лейб-гренадерского полка и адъютант XIV Армейского корпуса. С 1890 года командир батальона 76-го пехотного полка, с 1897 года — 4-го гренадерского полка, с 1901 года — 81-й пехотной бригады, с 1905 года — 27-й Вюртембергской дивизии, с 1 сентября 1909 года — II армейского корпуса (3-я и 4-я пехотные дивизии).
Во главе корпуса вступил в войну на Западе в составе 1-й армии генерала фон Клука. Участвовал в битве на Марне. С 11 января 1915 года командующий вновь сформированной Южной армией, состоявшей из германских частей и отправленной на помощь австрийцам в битве в Карпатах. 14 мая 1915 года награждён орденом Pour le Mérite, а уже 3 июля получил к нему дубовые ветви.
С 5 июля 1915 года командующий Бугской армией и, одновременно, с 18 сентября 1915 года главнокомандующий группой армий «Линзинген» в Южной Польше. Действовал в ходе Грубешовской и Люблин-Холмской операций.
В конце мая 1916 года под руководством Линзингена в районе Ковеля создана ударная группировка, задачей которой было остановить наступление русского юго-западного фронта. В феврале 1918 года, имея свыше 20 пехотных и свыше 5 кавалерийских дивизий, развивал наступление в направлении линии Киев — Полтава — Одесса. С 31 марта 1918 года главнокомандующий в Бранденбурге и губернатор Берлина. 8 ноября 1918 года вышел в отставку. Умер в 1935 году.